# 日規

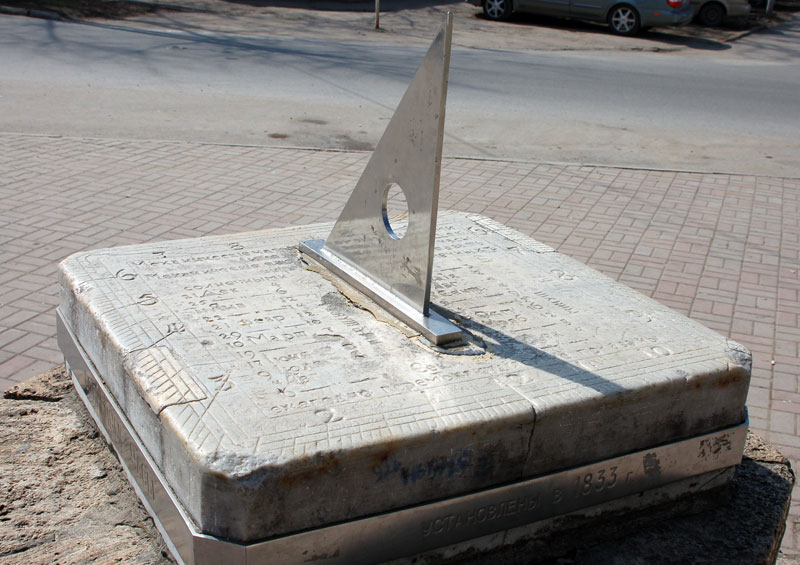
日晷中的日規是形如刀刃的三角形。

日規（英語：Gnomon，/ˈnoʊˌmɒn, -mən/； 來自古希臘語 γνώμων （gnṓmōn），意即：“知道或檢查的人”）是日晷投下陰影的部分。這個術語在數學和其他領域有多種不同的用途

## 歷史

在歐幾里得《幾何原本》第二冊中，平行四邊形減去相似的平行四邊形後剩餘的部分。

gnomons（海龍的定義）扣除中不變的蝸形

在陶寺考古遺址發掘的一根可追溯到西元前2300年的彩繪棍子是已知中國最古老的日規。從西元前兩千年起，日規在中國古代被廣泛使用，以確定季節、方位和地理緯度的變化。在一些古代文獻中都有提及，古代的中國人使用陰影量測來製作曆法。
據周中國古詩集《詩經》記載，西元前14世紀左右，周朝的遠祖之一曾量測日規的影子長度來確定方位。
古希臘哲學家阿那克西曼德（西元前610–546年）將這種巴比倫儀器介紹給了古希臘人。
古希臘數學家和天文學家恩諾皮德斯使用短語「drawn gnomon-wise」來描述垂直於另一條線繪製的線。後來，這個詞被用來指「L」形的儀器，比如用來畫直角的角尺。這種形狀可以解釋其用於描述通過從較大的正方形切割較小的正方形而形成的形狀。歐幾里得將該術語擴展到通過從較大平行四邊形的一個角移除相似的平行四邊形而形成的平面圖形。事實上，gnomon是兩個連續的有形數之間的增量，包括平方和三角形數位

### 亞歷山卓的海龍
古希臘數學家和工程師亞歷山卓的海龍將gnomon定義為當將一個實體（數位或形狀）相加或相减時，形成一個與起始實體相似的新實體。從這個意義上說，士麥那的席恩用它來描述一個有形數，加上多邊形數會產生下一個相同類型的有形數。在這個意義上最常見的用法是奇數，尤其是當被視為平方數之間的有形數時。

### 維特魯威
維特魯威（英語：Vitruvius，全名為Marcus Vitruvius Pollio）在他的著作《建築十書》的第一卷第三章的第一句中提到gnonom為。拉丁語中的一詞留下了解釋的餘地。儘管它類似於（或其女性形式為），但維特魯威似乎不太可能一方面指的是宣告或判斷（英語：judgement），另一方面指日晷的設計。假設它指的是幾何學似乎更合適，這是一門非常依賴gnomons的科學。在那些日子裏，計算是以幾何管道進行的，與今天使用的代數方法形成鮮明對比。因此，它似乎間接地提到了數學和大地測量學。

## 針孔日規

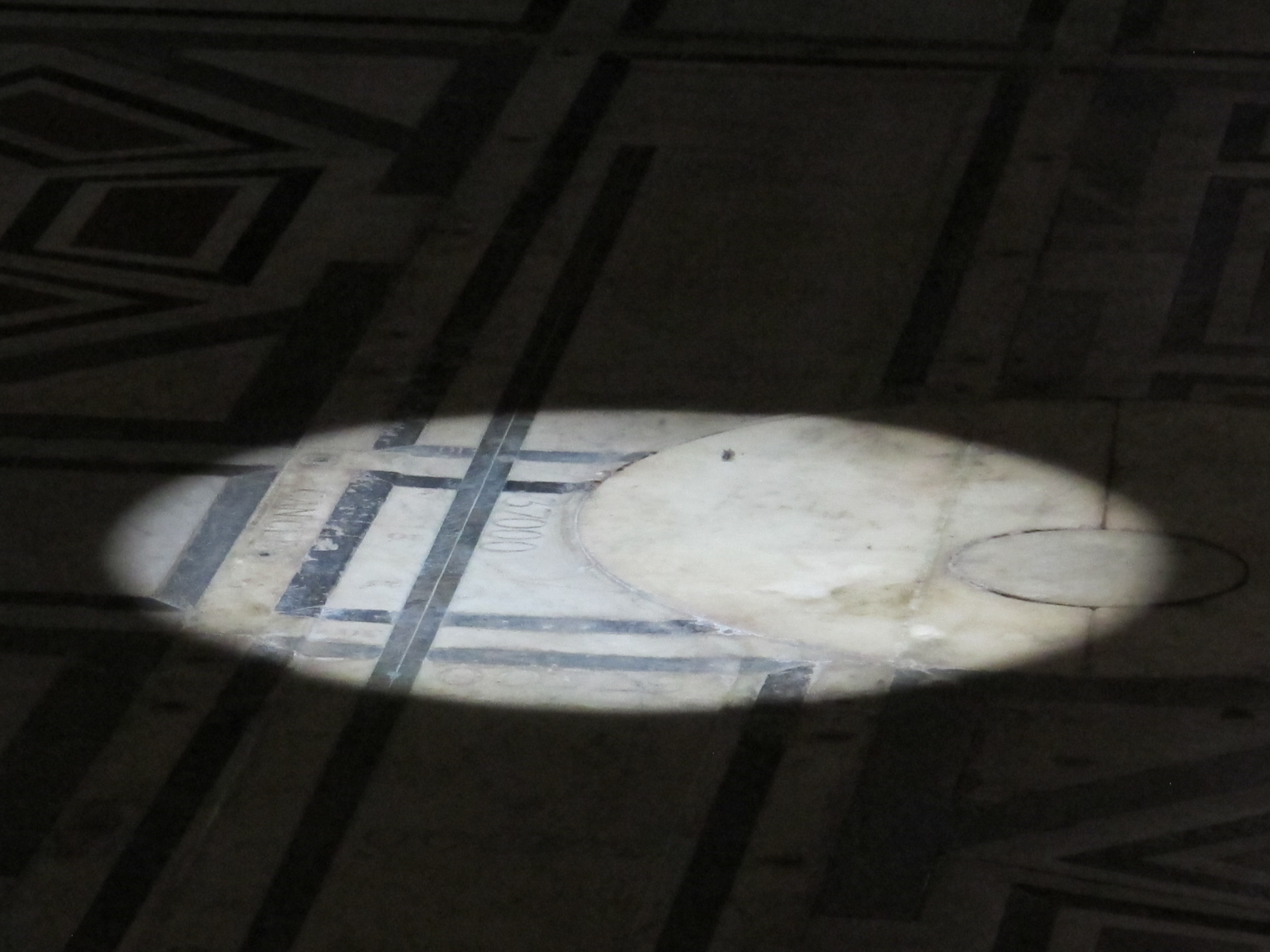
2012年6月21日夏至日期間，聖瑪麗亞大教堂地板上的日規投影。

投射太陽針孔影像的針孔日規，其位置可以量測來判斷一年中的日期和時間，在中國的《周髀算經》中早有描述，可能可以追溯到周朝早期（西元前11世紀），但倖存的版本出自東漢（西元3世紀）的時代。
在中東和歐洲，它分別歸功於在西元1,000年左右埃及天文學家和數學家伊本·尤努斯，與1475年在翡冷翠聖瑪麗亞大教堂的圓頂上放置一塊帶圓孔的青銅板，以將太陽的影像投影在大教堂的地板上的義大利天文學家、數學家和宇宙學家保羅·達爾·波佐·托斯卡內利（英語：Paolo Toscanelli）有關。通過地板上的標記，它告訴了每個中午的確切時間（據報導誤差不到半秒）以及夏至的日期。義大利數學家、工程師、天文學家和地理學家萊昂納多·西梅內斯在1756年根據他的新量測結果重建了日規。

## 指向

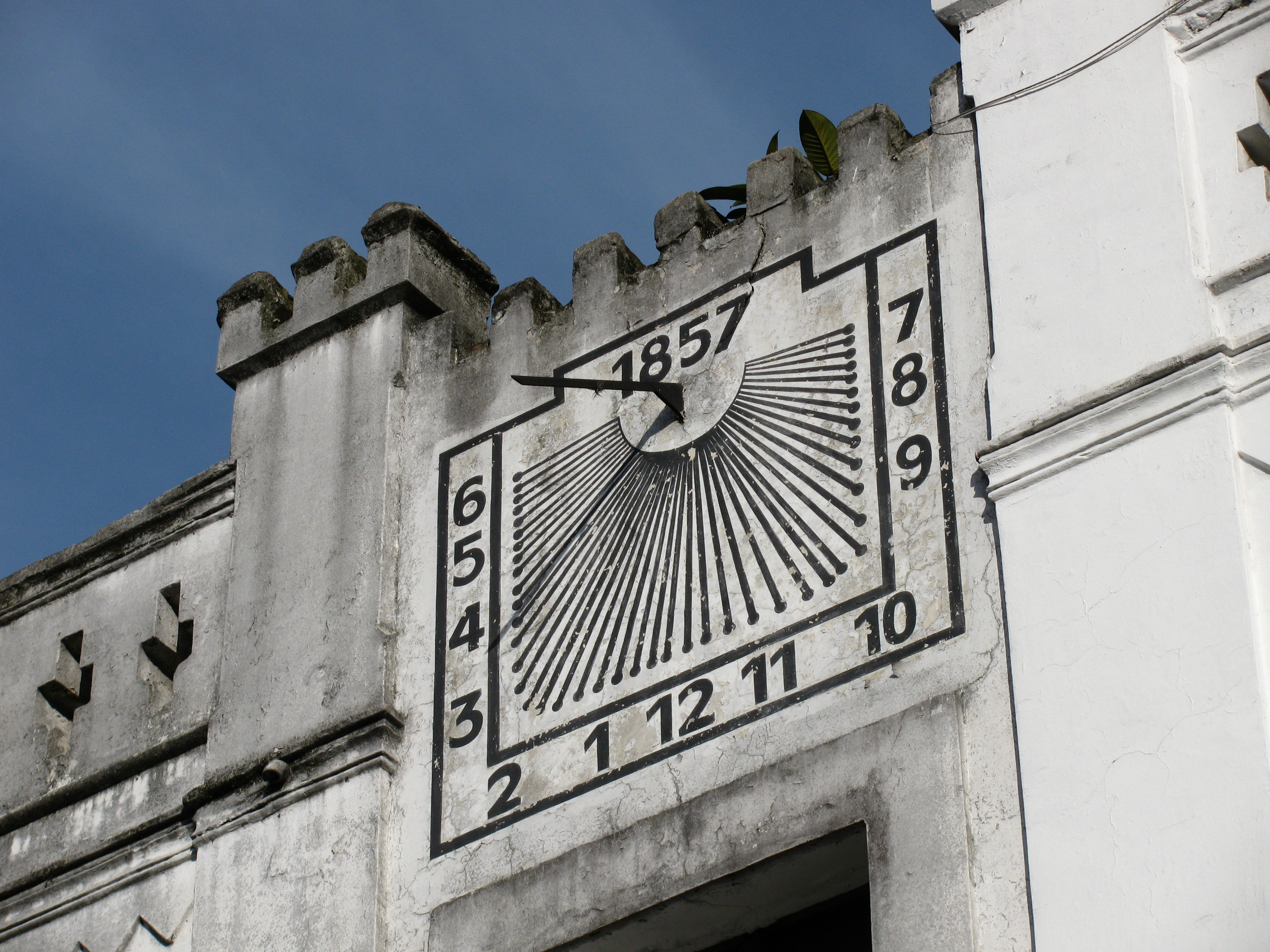
位於巴西古里提巴一座面向蒂拉登斯廣場的建築牆上的日規。

在北半球，日晷的投影器邊緣通常指向北方，並與地球的自轉軸平行。也就是說，它以等於日晷位置的緯度的角度向北方地平線傾斜。現時，因為它位於北天極的1°以內，這樣一個日規應該幾乎精確地指向北極星。
在一些日晷上，日規是垂直的。這些通常在古代用於觀測太陽的高度角，尤其是在子午線上。

### 晷針
「晷針」（英語：style）是投射陰影的日規的邊緣部分。這可能會隨著太陽的移動而改變。例如，日規的西上邊緣可能是上午的晷針，而東上邊緣則可能是下午的晷針。

## 現代用途
日規已經被用於月球和火星的太空任務。阿波羅太空人使用的日規是一個安裝在三脚架上的萬向節體育場杆。雖然木棒的陰影指示了太陽的方向，但不同反射率的灰度油漆和紅、綠、藍斑塊有助於在月球表面進行正確的攝影。火星日晷已經在火星探測車上使用。

## 在電腦圖學中

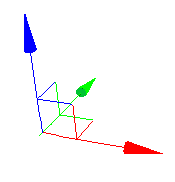
電腦圖學中的日規

三維日規通常用於CAD和電腦圖學中，做為在虛擬世界中定位對象的輔助工具。按照慣例，「x」軸方向為紅色，「y」軸為綠色，「z」軸為藍色。

## 在流行文化中
巴黎的聖敘爾比斯教堂（法語：Église Saint-Sulpice）內的聖敘爾比斯日規，是為協助確定復活節的日期而建造的，在小說《達文西密碼》中被虛構為「玫瑰線」。

## 註解
1. ↑  . Liddell, Henry George; Scott, Robert; A Greek–English Lexicon at the Perseus Project.
2. ↑  Harper, Douglas. . Online Etymology Dictionary.
3. ↑  Pietrocola, Giorgio. . Maecla. 2005  [2020-06-28].
4. ↑  Li, Geng. . Ruggles, Clive  (编). . Springer New York. 2014: 2095July 7, 2014. ISBN 978-1-4614-6141-8.
5. ↑  Li, Geng. . . New York, NY: Springer. 9 July 2017: 2095–2104. Bibcode:2015hae..book.2095L. ISBN 978-1-4614-6140-1. doi:10.1007/978-1-4614-6141-8_219 –NASA ADS.
6. ↑  Li, Geng. . Ruggles, Clive  (编). . Springer New York. 2014: 2095–2096July 7, 2014. ISBN 978-1-4614-6141-8.
7. ↑  The 2nd-century Chinese book Nine Chapters on the Mathematical Art claims gnomons were used by the Duke of Zhou (11th century BC). Laërtius, Diogenes. "Life of Anaximander". 的存檔，存档日期2017-04-26.
8. ↑  Heath (1981) pp. 78-79
9. ↑  . 1969  [2024-07-06]. （原始内容存档于2023-11-10）.
10. ↑  Rohr, René R.J. . 2012. ISBN 9780486151700.
11. ↑  Suter, Rufus. . 1964. JSTOR 227759.
12. ↑  . The Smithsonian Institution, National Air and Space Museum.   [6 February 2024]. （原始内容存档于2024-09-01）.
13. ↑  Sharan Newman, The Real History Behind The Da Vinci Code (Berkley Publishing Group, 2005, p. 268).